# محمد الركاب
محمد الركاب (1942 - 1990)، هو مخرج مغربي من بين أفلامه حلاق درب الفقراء وشارك في إخراج رماد الزريبة.